# Richard Barrett

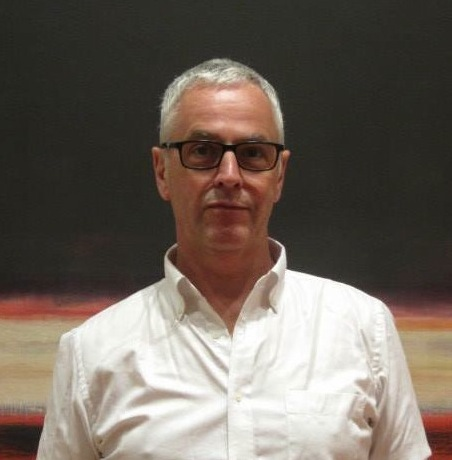
Richard Barrett in 2015

Richard Barrett (Swansea, 1959) is een componist en  uitvoerend musicus uit Wales.
Hij studeerde compositie bij Peter Wiegold van 1980 tot 1983. Daarna ging hij in de leer bij Brian Ferneyhough en Hans-Joachim Hespos. Hij heeft in zijn jonge carrière als componist al prijzen gewonnen als de Kranichsteiner Musikpreis (1986) en de Gaudeamusprijs (1989). Hij gaf les aan de Universiteiten van Darmstadt van 1986 tot 1994, en aan de Middlesex University in Londen van 1989 tot 1992. Hij woonde in Amsterdam van 1993 tot 2000 en heeft lesgegeven in elektronische muziek aan het Koninklijk Conservatorium (Den Haag). Hij was mededirecteur (met Roger Redgate) van het Ensemble Exposé, vanaf hun oprichtingsdatum in 1984 tot 1993. Anno 2000 is hij werkzaam in Berlijn.
Zijn compositie Vanity wordt algemeen erkend als een van de belangrijkste composities voor orkest gedurende de jaren 90. Gedurende die jaren trok hij veel op met het kamermuziekensemble Elision en schreef daarvoor ook enkele werken.
Als uitvoerend muzikant werkte hij sinds 1986 met Paul Obermayer in het duo Furt; en ook met improviserende musici als Evan Parker en met het Music in Movement Electronic Orchestra.

## Oeuvre (voor zover bekend)
- 1984: Tract voor piano;
- 1988-1992: Negatives, voor ensemble;
- 1989-1994: Another heavenly day, voor ensemble;
- 1990-2000: Dark matter, voor stemmen, ensemble en electronics; (sommige delen van dit werk kunnen ook los uitgevoerd worden zoals:
  - Interrence voor contrabasklarinet, stem en bass-drum;
  - Abglanzbeladen/Auseinandergeschrieben voor percussie;
  - Basalt voor trombone;
  - Air voor viool;
  - Knospend-gespaltener voor C-klarinet;
  - Transmission (1996-1999) voor elektrisch gitaar en electronics;
- 1992-1997: Opening the mouth;
- 1994: Vanity, voor orkest;
- 1995-1997: Trawl;
- 1998: Unter wasser, (muziektheatercompositie) voor het Belgisch ensemble Champ d’action;(teksten: Margret Kreidl, Oostenrijk);
- 2004: No (Resistance & Vision, Part 1), voor orkest (première BBC Symphony Orchestra in 2005)